# S4 League
S4 League es un juego de disparos en tercera persona multijugador desarrollado por Pentavision en 2008 y en 2007 en Corea, GameON Studios en 2012, y Aeria Games a partir del 2018 hasta abril de 2021 tras el cese de su funcionamiento. Tuvo un distribuidor y publicador: para Europa y América del Norte, Aeria Games. Los servicios para Corea del Sur de Pmang, y América Latina de Yuisy cerraron sus puertas en 2018. Posteriormente, S4 League fue cerrado el 29 de abril de 2021 tras el anuncio de AeriaGames de que los ingresos el juego eran inferiores a los gastos de establecimiento de servicio. Unos años después, VALOFE adquirió los derechos de desarrollo de S4 League y hace pública su vuelta el 13 de febrero de 2025 con una publicación en su canal de Youtube
El título del videojuego proviene de las cuatro letras "S" que definen al juego en inglés: Stylish, eSper, Shooting, Sports, es decir, elegantes e intrépidos deportes de disparos. Su estilo está basado en el género anime, los personajes están diseñados según este estilo, así como también la ropa y las diferentes modalidades del mismo.
El motor que poseía brindaba unos gráficos muy variados al juego, manteniendo el rendimiento en un nivel estable. La conexión también era mejorada, siendo del tipo user - use, Peer-to-peer (P2P), es decir, una conexión entre los usuarios y no a través del servidor.

## Mecánica del Jugador
El avatar es el personaje con el que juega el jugador, puede ser a voluntad del mismo, de sexo masculino o femenino. El jugador puede tener hasta 3 Personajes. Si una partida se divide en 2 tiempos (Por ejemplo DM, TD, Captain etc - ver "Modos de Juego") el jugador tiene la opción de jugar una ronda con uno de sus personajes y cambiar a otro en el medio tiempo, pero solo podrá realizar este cambio una vez.
- HP (Health Points): Son los puntos de vida del jugador. El jugador tiene una vida base de 100 puntos, pero con la ayuda de Skills y vestimenta este límite puede ser ampliado a una cifra mayor.
- SP (Stamina Points): Son puntos de resistenci. Con estos se pueden realizar piruetas para evadir fuego enemigo, o moverse con rapidez, saltar en las paredes y usar habilidades. Esta barra de energía se consume al usarla, pero se restablece lentamente de forma automática.
- Skills o Habilidades: Son Habilidades especiales que pueden tener los jugadores en el juego. Hay de dos Tipos: Skill Pasivo (no necesitan ser activados durante el juego por el usuario, es decir, que influyen de forma automática) y Skill Activo (Estos, por otra parte, deben ser comandados a activarse, para hacerlo durante el juego se presiona la Tecla Shift por defecto).
- Armas: El jugador puede llevar consigo un máximo de 3 armas por personaje. Éstas pueden ser armas cuerpo a cuerpo, armas de disparo a ráfagas, rifles, armas de francotirador, artillería pesada, explosibas, armas estacionarias y armas Mentales.
- Vestimenta: El vestuario del personaje está dividido en Ccabello (aumenta Defensa), cara (aumenta Puntos de EXP), guantes (aumentan HP), torso (aumenta Ataque), pantalón (aumenta Defensa), zapatos (aumentan HP), accesorio (aumenta SP Y Experiencia) y mascota (aumenta factores varios dependiendo de sus estadísticas).

## Modos de juego
Consiste en el enfrentamiento de 2 equipos contrarios (αlpha contra βeta) de 12 jugadores máximo (6 por equipo) y 4 como mínimo (2 contra 2) en partidas de 10 a 30 minutos de duración, divididas en 2 tiempo (Solamente en TD, DM).
Estas partidas pueden ser de distintos tipos según el objetivo de los equipos, según el modo elegido:
- Touch Down (TD): El objetivo es anotar tantos puntos como sea posible, llevando el Fumbi, que es un muñeco símbolo del juego el cual hace la función de balón, situado en el centro del campo (los mapas de TD suelen ser simétricos en forma, aunque no en características del entorno) a la meta contraria, así como defender la meta de tu equipo evitando que anoten los del equipo contrario. Una vez acabada la partida, el equipo con mayor puntuación (un punto por cada TD) gana, o si uno de los equipos marca el límite de puntos (variable según la duración de la partida. Si en la ronda, se termina el tiempo y con ello ambos equipos terminan en empate, la victoria se decidirá por la cantidad total de puntos conseguidos en esa ronda.

- Death Match (DM): El objetivo es causar tantas muertes a miembros del equipo contrario como sea posible (registradas por un marcador por equipo). Cuando la partida acaba, el equipo con mayor número de muertes a favor, gana, o si un equipo llega a la puntuación límite, (variable según la duración de la partida) aún quedando tiempo. Si en la ronda, se termina el tiempo y con ello ambos equipos terminan en empate, la victoria se decidirá por la cantidad total de puntos conseguidos en esa ronda.

- Chaser : Este es un modo de juego en el que tú junto con tu guardián deberás luchar contra los demás integrantes de la sala, o ser parte de los demás integrantes para luchar contra el personaje y su guardián. Puedes ir en el equipo 1 vs todos o todos vs 1 (la elección del Chase, quién juega contra los demás jugadores, es aleatoria. La partida se resetea dentro del servidor cuando el Chaser elimina a todos los jugadores, estos le eliminan a él, o simplemente se agota el tiempo). Para compensar la falta de compañeros de equipo, el chaser tiene aproximadamente 100 veces más defensa que los demás jugadores y sus disparos o golpes eliminan al contrincante en sólo un par de golpes (exceptuando a los sentrys que hacen daño normal). Pese a que el chaser puede matar a cualquier enemigo cuando quiere, 1 jugador en específico (el que encabece el ranking de puntos hasta el momento) es seleccionado para ser el "jugador objetivo", si el chaser lo elimina recibe 4 puntos en vez de los 2 puntos que recibe al matar a cualquier otro. Después de que el "jugador objetivo" muera, el jugador vivo con más puntos toma su lugar. El "jugador objetivo" está señalado por un marcador verde que todos los jugadores (incluso él mismo y el chaser) pueden ver incluso a través de las paredes, cosa que imposibilita una emboscada con armas de corto alcance o esconderse tras algún objeto.

- Battle Royal (BR): Es un modo de juego similar a Death Match aunque con una única diferencia: te enfrentarás completamente solo frente además jugadores de la sala. Sin equipos. En este modo de juego deberás intentar ser el mejor de la sala para así quedar en la posición del target, el jugador objetivo. Donde todos los demás jugadores intentarán matarte a ti, que llevarás una marca que podrán ver a través de las paredes, ya que si lo hacen conseguirán 5 puntos en lugar de los 2 que reciben a matar a cualquier otro jugador.

- Captain Mode (CM) : Este nuevo modo de juego es un modo de partida Team Death Match donde los jugadores de ambos equipos ingresan a la partida con una corona de capitán en sus cabezas, que hace que aumente sus HP de 100 a 500 según el número de jugadores en el equipo. Forma un equipo y trata de derribar todas los jugadores con coronas del equipo adversario, pero ten cuidado: cuando te maten,¡perderás tu propia corona! Ahora todo lo que puedes hacer es vengarte y derribar tantos capitanes del otro equipo como sea posible! El equipo con el último capitán en pie,o más capitanes que el equipo contrario cuando acabe el tiempo gana una ronda, el equipo que gane más rondas gana el partido. Los HP de los capitanes variara dependiendo de cuantos hallan en cada equipo. Ejemplo: Si en tu equipo solo hay 2 capitanes y en el otro hay 4, los HP tuyo y de tu team serán de 1000, mientras que los HP de los 4 capitanes adversarios serán de 500.

- Siege Mode (SM) Este modo trata de capturar 3 bases distintas, cada base al empezar una partida se encuentra en estado ' Neutral ', cada base ha de ser capturada hasta el 100%, si uno sale del recuadro; o le sacan, la base se pondría en distintos estados dependiendo de si estaba neutral, o el enemigo la tenía al 100%, en caso de que el enemigo tuviera la base al 100%, y no consiguieras pasar la base de 100% enemigo a 0% neutral y más tarde a 100% de tu equipo, volvería a 100% enemigo, en el caso de que fuera neutral 0% y no consiguieras capturar la base, la base que estuvieras capturando, volvería al estado en el que estaba. También combina ' kills ', con ' chips ', una vez capturada una base, ésta da algunos que otros chips que te ayudan en la batalla, y conforme va pasando el tiempo, la base va soltando algún que otro chip. Algunos de ellos son:

Recargar balas de un arma, sanarte, recuperarte sp, darte 5 pen; 5 exp o ganar +1 punto el cual se añadirá puntaje total de tu equipo.
Cada vez que se captura una base, se obtienen 5 puntos de captura, cuando un equipo llega a una puntuación de más o menos 80% del máximo de puntuación, el juego se vuelve un poco más ' rápido ' y entra en el modo ' fast and furious '
En el modo fast and furious, si el juego de normal lleva una velocidad de 100%, la captura de las bases se vuelve más rápida, a un 200% de velocidad.
El límite máximo de jugadores es de 16 y el mínimo de 2.
- Warfare Mode (WM) Su objetivo es destruir la reina del equipo enemigo mientras usted tiene que proteger a la reina de su propio equipo. El HP de la reina se indica en la parte superior del HUD justo debajo del contador de tiempo y la puntuación. La Reina está protegida por dos Sniper de Conquest. Cuando su reina está bajo ataque, aparecerá el mensaje "Bajo Ataque" en el HUD.

- Arcade : El modo arcade del juego tiene 3 variantes

1. Traning o Entrenamiento: En esta modalidad el jugador puede aprender a utilizar las armas del juego ya sea de manera instruida o libre. Además de contar con un minijuego de contrarreloj en el cual el jugador enfrentara a una orda de enemigos en un lapso determinado de tiempo para ver Cuantos enemigos derrota en "X" Cantidad de tempo. Otra característica es que aquí se puede simular una Partida de Touch Down, Death Match y Chaser Con la inteligencia artificial (Sin embargo estas últimas dos aún no han sido programadas correctamente, por lo tanto no son aplicables)
2. Conquest: Esta modalidad fue lanzada en la Season 4: Alice, el jugador se hallara en un tablero de ajedrez virtual y deberá defender un Cubo De 8 ordas distintas de enemigos, cada una más fuerte que la anterior.
3. Scenario: Este es el modo ARCADE Original del juego, también conocido como modo historia, donde el jugador deberá cumplir objetivos específicos en 8 Misiones.

- Arena : Consiste en combates 1 a 1 Únicamente con armas cuerpo a cuerpo entre dos equipos. Los jugadores se turnan para pelear, en el duelo de combatientes el que muera sale de la arena y le cede su lugar en combate a otro jugador de su equipo, si un equipo acumula mucho daño el jugador que este en relevo puede ayudar lanzando una bomba al escenario para Hacer daño al adversario o bien lanzar un paquete curativo para restaurar puntos de vida al combatiente (Cabe aclarar que el enemigo también puede obtener ese paquete y restaurar sus puntos de vida también)

## Modo Burning!
Esta modalidad vuelve al Jugador Momentáneamente Más Poderoso, resistente y Veloz durante una Partida. Sin embargo para activar este modo se tienen que tener en cuenta estos factores: 
Si es Una Partida de TD El modo Burning Se manifestara automáticamente en el equipo en el que esta el jugador va perdiendo por 4 puntos de anotación.
Se es un DM, BR, Siege o Warfare El jugador podrá activar el modo burning se ha muerto 3 veces seguidas si es que no ha podido matar a nadie (Pero para este método en particular el Master de la partida debe decidir si esto será permitido durante el juego o no)
En el modo Chaser el jugador que sea chaser automáticamente entrara en modo Burning.

## Sistema de Crafting[7]
El juego cuenta con un sistema de creación de ítems, los cuales se obtienen mediante el uso de "gears", de los cuales hay siete tipos en total, cinco comunes requeridos para la creación de un ítem nuevo, más dos únicos que garantizan que el ítem creado sea permanente. Los "gears" pueden obtenerse mediante el desmantelamiento de ítems temporales e ítems permanentes, siendo los permanentes los que garantizan la obtención de gears de tipo cuatro o cinco, así como también otorgan una chance de obtener los gears únicos, llamados "Cell" y "Core".  

## Cierre del servicio S4 Latino[8]
La empresa correspondiente de la administración del juego S4 league en América Latina (Yuisy), decide cerrar sus servicios ante la finalización del contrato entre Yuisy y Neowiz (la empresa desarrolladora del juego), tras no renovar el pedido de extender el videojuego por más tiempo (propuesta de Yuisy). Debido al cierre del servidor en América Latina, se tomaron las siguientes medidas: 
- Se canceló la posibilidad de crear nuevas cuentas en el servicio de Yuisy a partir de la fecha del anuncio.
- Migración: Yuisy no pudo llegar a un acuerdo con respecto a una migración, por lo que las cuentas creadas en el servidor Latino no se pudieron migrar a los servidores de Europa o Corea del Sur. Sin embargo, la empresa Yuisy anunció que iba a solicitar a Neowiz permitir la entrada de IPs provenientes de América Latina, para el posterior registro y uso de la cuenta creada en el servidor Europeo, sin la necesidad y el temor de ser bloqueados por los administradores del servidor, pero con el cambio de desarrolladores y la adquisición del juego por parte de Aeria Games/Gamigo Group, han anunciado que actualmente no es posible realizar la eliminación de restricciones por IP hacia diferentes regiones por cuestiones legales, pero que planean hacerlo posible en un futuro próximo.
- En cuanto a los "Yuisy Coins" (moneda premium dentro del juego latino), la tienda en línea de "YC" se deshabilitó a partir de la fecha del anuncio, sin embargo el usuario con una cuenta habilitada podía hacer uso del servicio dentro del juego con cualquier moneda remanente hasta el 27 de abril de 2018.

El cierre del juego en América Latina fue programado para el viernes 27 de abril de 2018 a las 15hs (GMT-3), hora de Chile y Argentina.

## Cierre del servicio S4 Corea del Sur[3]
Además del cierre del juego S4 League en América Latina (Yuisy), S4 League Corea del Sur decidió también presentar un mensaje de despedida. En él, agradece a todos los usuarios por todos esos años que han estado jugando a S4 League y también comenta la fecha definitiva del cierre del servidor, que en este caso se realizó el 14 de marzo de 2018.
Debido al cierre del servidor, se tomaron las siguientes medidas:
- Cierre del servicio: Similar al S4 League Latino, los usuarios no pudieron vincular más cuentas de Pmang con el juego S4 League.
- Tienda: Se les brindó a todos los usuarios poseedores de cuentas habilitadas, la posibilidad de comprar todos los objetos de la tienda a una cantidad muy mínima (1 PEN).

## Cierre del servicio S4 Europeo
Gamigo y Aeria Games anunciaron el cierre final de S4 League el día 29 de abril de 2021. El motivo fue que el juego no se podía mantener a sí mismo y que por eso decidieron cerrarlo.
Debido al cierre del servidor, se tomaron las siguientes medidas:
- Cierre del servicio: A partir de marzo, los jugadores con cuentas nuevas no podían iniciar sesión.
- Tienda: Se les brindó a todos los usuarios poseedores de cuentas habilitadas, la posibilidad de comprar todos los objetos de la tienda a una cantidad mínima. A su vez la posibilidad de obtener un reembolso en forma de AP para gastar en otros juegos de Aeria Games.

Finalmente el juego cerró el 29 de abril de 2021 a las 10:05 de la mañana en horario de Alemania, mostrando por última vez su icónico mensaje "The connection with Game server has been terminated", en español "La conexión con el servidor de juego ha terminado". El juego se cerró sin aviso y sin despedida por parte de los administradores.

## Inicio del servicio global de S4 League con VALOFE[5]
Desde 2024, VALOFE dio ciertas pistas de que algo estaban tramando, porque cambiaron su foto de perfily también su fondo de portada, nadie se imaginaba que esto significaría que el 13 de febrero de 2025 hicieran oficial que S4 League volvería con un servicio Global para todos desde su canal de Youtube y su página de Facebook. En dicho tráiler se muestran cambios como un diseño renovado del lobby, un nuevo sistema de gacha, pases de batalla y más por ver. Obviamente, al principio la gente no se lo creía, pero se fue corriendo la voz y rápidamente todo el mundo estaba súper emocionado en su Discord, Facebook y Youtube. Actualmente no se conoce una fecha concreta para el lanzamiento del juego. Diariamente comparten datos de interés sobre el juego.